# Подлесненский сельсовет (Башкортостан)
Подлесненский сельсовет — муниципальное образование в Стерлитамакском районе Башкортостана.
Административный центр — деревня Подлесное.

## История
Согласно Закону о границах, статусе и административных центрах муниципальных образований в Республике Башкортостан имеет статус сельского поселения.
В 2008 году в состав сельсовета вошёл Талалаевский сельсовет.
Закон Республики Башкортостан от 19.11.2008 № 49-з «Об изменениях в административно-территориальном устройстве Республики Башкортостан в связи с объединением отдельных сельсоветов и передачей населённых пунктов» гласит:

"Внести следующие изменения в административно-территориальное устройство Республики Башкортостан:
40) по Стерлитамакскому району:

д) объединить Подлесненский и Талалаевский сельсоветы с сохранением наименования «Подлесненский» с административным центром в деревне Подлесное.
Включить село Талалаевка, деревни Валентиновский, Ведерниковский, Спасское Талалаевского сельсовета в состав Подлесненского сельсовета.
Утвердить границы Подлесненского сельсовета согласно представленной схематической карте.
Исключить из учётных данных Талалаевский сельсовет;

## Население
| 2002  | 2009  | 2010  | 2012  | 2013  | 2014  | 2015  |
| ----- | ----- | ----- | ----- | ----- | ----- | ----- |
| 1949  | ↗1974 | ↘1956 | ↘1949 | ↘1911 | ↘1885 | ↗1915 |
| 2016  | 2017  | 2018  |       |       |       |       |
| ↘1899 | ↘1884 | ↘1868 |       |       |       |       |

## Состав сельского поселения
| №  | Населённый пункт | Тип населённого пункта          | Население |
| -- | ---------------- | ------------------------------- | --------- |
| 1  | Подлесное        | деревня, административный центр | ↗376      |
| 2  | Ишпарсово        | село                            | ↘767      |
| 3  | Талалаевка       | село                            | ↘590      |
| 4  | Большое Аксаково | село                            | ↘163      |
| 5  | Новоалешкино     | деревня                         | ↗24       |
| 6  | Спасское         | деревня                         | ↘16       |
| 7  | Соловьёвка       | деревня                         | ↗12       |
| 8  | Микрюковка       | деревня                         | ↗4        |
| 9  | Ведерниковский   | деревня                         | ↗3        |
| 10 | Марковский       | деревня                         | ↘1        |
| 11 | Валентиновский   | деревня                         | →0        |
| 12 | Стрелковка       | деревня                         | →0        |

## Известные уроженцы
- Герасимов, Иван Александрович (8 августа 1921 — 4 июня 2008) — советский военачальник, генерал армии (1977), политический деятель Украины, народный депутат Украины (2002—2008), Герой Украины (1999)[18][19].
- Евстигнеев, Александр Семёнович (27 августа 1894 — 20 января 1945) — участник Великой Отечественной войны, Герой Советского Союза (1945)[20][21].